# Erland Koch
Erland Koch (Günsdorf, Saxònia, 3 de gener de 1867 – Berlín, 29 d'abril de 1945) va ser un tirador alemany que va competir a començament del segle xx.
El 1912 va prendre part en els Jocs Olímpics d'Estocolm, on disputà quatre proves del programa de tir. Guanyà la medalla de bronze en la competició de fossa olímpica per equips, mentre en la prova individual fou dotzè, en la de tir al cérvol, tret simple tretzè i en la de doble tret al cérvol dissetè.
Morí a Berlín els darrers mesos de la Segona Guerra Mundial.